# Ermida de Nossa Senhora da Boa Nova (Santa Cruz da Graciosa)

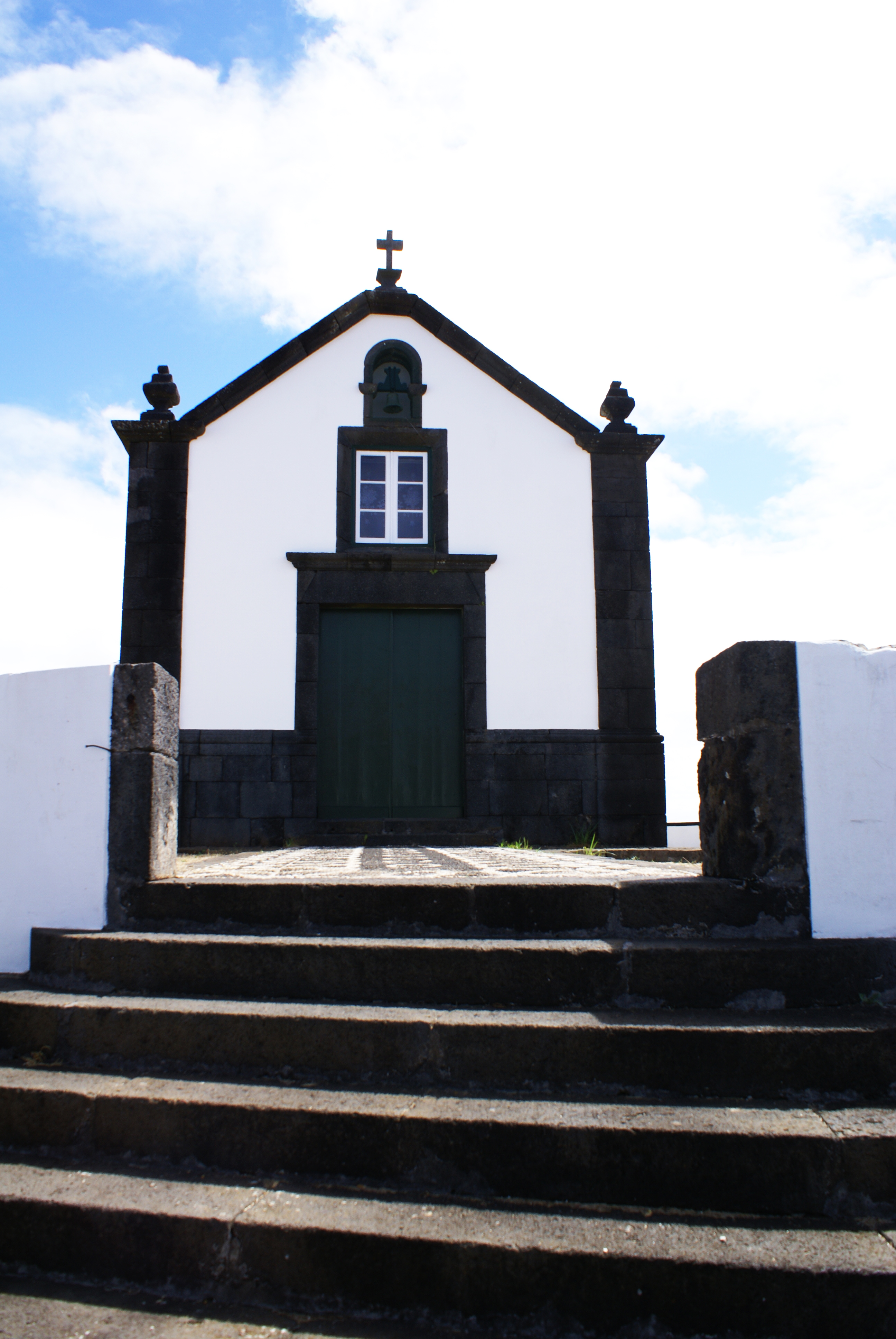
Ermida de Nossa Senhora da Boa Nova.

A Ermida de Nossa Senhora da Boa Nova é uma Ermida portuguesa localizada no concelho de Santa Cruz da Graciosa, na ilha Graciosa, no arquipélago dos Açores.